# Rules (álbum)
Rules es el segundo y último álbum de la banda de indie pop The Whitest Boy Alive. La grabación del álbum se llevó a cabo en Punta Burros, Nayarit, México, donde tomaban un descanso tras una larga gira musical.

## Lista de canciones
1. "Keep a Secret" (4:08)
2. "Intentions" (3:39)
3. "Courage" (4:23)
4. "Timebomb" (3:44)
5. "Rollercoaster Ride" (2:40)
6. "High on the Heels" (3:20)
7. "1517" (3:41)
8. "Gravity" (3:49)
9. "Promise Less or Do More" (4:18)
10. "Dead End" (3:23)
11. "Island" (7:04)

## Edición de vinilo
La edición de vinilo del álbum posee un orden de las canciones diferente a la del CD:

### Lado A
1. "Courage" (4:23)
2. "Gravity" (3:49)
3. "Promise Less or Do More" (4:18)
4. "Island" (7:04)
5. "Rollercoaster Ride" (2:40)

### Lado B
1. "Dead End" (3:23)
2. "Keep a Secret" (4:08)
3. "High on the Heels" (3:20)
4. "Intentions" (3:39)
5. "Timebomb" (3:44)
6. "1517" (3:41)